# L'unione falla forse
L'unione falla forse è un film documentario italiano del 2019 diretto da Fabio Leli e incentrato sul tema delle unioni civili e sull'omofobia emersa in concomitanza alla loro approvazione.
L'anteprima internazionale del film è avvenuta il 17 marzo 2019 al Festival di Grenoble. In seguito il film è stato presentato in Romania al Serile Filmului Gay Film Festival di Cluj, in India all'Out&Loud Queer Film Festival di Pune dove si è aggiudicato il Best Indian Premiere, in Norvegia al DokFilm Festival e in Italia al Lovers Film Festival di Torino dove ha ricevuto il premio assegnato dal quotidiano La Stampa.

## Trama
Il 5 giugno 2016, in Italia, viene introdotto l'istituto delle unioni civili, una legge che, dopo anni di dibattiti, permette alle coppie omosessuali di poter tutelare legalmente il proprio amore ma che, allo stesso tempo, ha risvegliato nel Paese sentimenti omofobi che sembravano ormai ampiamente superati e che invece, spinti dall’associazionismo cattolico e dal conservatorismo politico, hanno fatto sì che da essa venisse eliminata l'adozione del figlio del partner e l’obbligo di fedeltà per i partner.
Il documentario si incentra sull'opposizione alla sopracitata legge intervistando i maggiori esponenti che la contestarono sviscerandone le posizioni, la visione del mondo e lo spauracchio dell'ideologia gender per limitare l'avanzamento dei diritti delle persone LGBT. Contrapposte a queste interviste il film mostra la quotidianità di due famiglie arcobaleno, la cui vita scorre in maniera così simile a quella di tante altre famiglie.

## Produzione
Per la sua realizzazione il film ha ottenuto 400 euro da una campagna crowdfunding.